# Anni 800
Gli anni 800 sono il decennio che comprende gli anni dall'800 all'809 inclusi.

## Eventi, invenzioni e scoperte

### Europa

#### Sacro Romano Impero
- 25 dicembre 800: Il re dei franchi Carlo Magno viene incoronato imperatore da Papa Leone III. Nasce il Sacro Romano Impero.
- 28 dicembre 800: Ludovico il Pio, figlio di Carlo Magno, occupa Barcellona.
- 803: Trattato di Aquisgrana tra Carlo Magno e Niceforo I.
- 805: Carlo Magno fonda Andorra.
- 807: Carlo Magno attacca la Repubblica di Venezia, ma la sua flotta viene distrutta.

#### Impero romano d'Oriente
- 31 ottobre 802: Niceforo I prende il potere, detronizzando l'imperatrice Irene d'Atene.
- 806: Niceforo I diventa patriarca di Costantinopoli.
- 809: Niceforo I inizia una campagna militare contro i Bulgari, che però porterà alla sua morte nell'811

#### Repubblica di Venezia
- 804: Obelerio Antenoreo, favorevole a Carlo Magno, viene eletto Doge.
- 807: Obelerio tradisce Carlo Magno in favore di Costantinopoli, subendo un attacco fallimentare dal re dei franchi.

### Asia

#### Cina
- 805: Muore l'imperatore De Zong. Gli succede il figlio Shun Zong.

#### Giappone
- 800: Prima eruzione del Fuji.

## Personaggi
- Carlo Magno, primo imperatore del Sacro Romano Impero.
- Papa Leone III.
- Irene d'Atene, imperatrice bizantina.
- Niceforo I, imperatore bizantino.